# Royal Northern College of Music
Il Royal Northern College of Music (RNCM) è uno dei principali conservatori al mondo, con sede a Manchester, in Inghilterra. È uno dei quattro conservatori associati all'Associated Board of the Royal Schools of Music. Oltre ad essere un centro di educazione musicale, l'RNCM è uno dei luoghi di spettacoli pubblici più frequentati e assortiti del Regno Unito.

## Storia
L'RNCM ha una ricca storia, che risale alla fine del XIX secolo e la fondazione del Royal Manchester College of Music (RMCM). Nel 1858 Sir Charles Hallé fondò l'orchestra The Hallé a Manchester e all'inizio del 1890 aveva sollevato l'idea di un college per la musica in città. A seguito di un appello per un aiuto finanziario, fu assicurato un edificio in Ducie Street, Hallé fu nominato Preside e la Regina Vittoria conferì al college il titolo Royal. L'RMCM aprì le sue porte a 80 studenti nel 1893, salendo a 117 alla fine del primo anno. Meno di quattro decenni dopo, nel 1920, fu istituita la Northern School of Music (inizialmente come una filiale della Matthay School of Music) e per molti anni le due istituzioni convissero pacificamente. Fu solo nel 1955 che la preside della NSM, Hilda Collens, nel riconoscere l'importanza delle prestazioni nella formazione degli studenti, incontrò il preside del RMCM, Frederic Cox, per sollevare la questione della fusione. Le discussioni continuarono fino al settembre 1967, quando fu formato un comitato misto per supervisionare i piani di combinazione dei due college. L'RNCM fu fondato nel 1972, trasferendosi nella sua sede appositamente costruita su Oxford Road nel 1973. Il 2013 ha segnato il 40º anniversario dell'RNCM.

## La costruzione
L'edificio del college fu costruito tra il 1968 e il 1973 dagli architetti Bickerdike, Allen, Rich e notevolmente ampliato 30 anni dopo. Una grande ristrutturazione della Concert Hall è stata intrapresa, tra dicembre 2013 e settembre 2014, da Scott Hughes Design.

## Accademici
Attualmente il college offre sia corsi di laurea (BMus e MusB/GRNCM congiunti con l'Università di Manchester in una delle cinque specializzazioni offerte) sia programmi di insegnamento post laurea (PGDip, MMus) in esecuzione e composizione musicale. In associazione con la Manchester Metropolitan University il college offre titoli di ricerca (MPhil, PhD) in esecuzione musicale, composizione, musicologia e psicologia della musica come parte della sua Graduate School e conferisce anche premi a livello Companion, Fellowship (FRNCM) e Member.
Nel gennaio 2005, l'RNCM ha ricevuto 4,5 milioni di sterline dal Higher Education Funding Council for England (Consiglio di finanziamento dell'istruzione superiore per l'Inghilterra) per diventare un importante Centre for Excellence in Teaching and Learning, CETL (Centro per l'eccellenza nell'insegnamento e nell'apprendimento), l'unico conservatorio del Regno Unito ad essere scelto.
L'RNCM attualmente ha 770 studenti e 320 docenti, la maggior parte dei quali sono tutor in visita part-time. Molti membri dello staff insegnano anche alla Junior RNCM, una scuola di musica del sabato per giovani musicisti di talento che desiderano intraprendere una carriera musicale.

### Facoltà
Il college è diviso in 6 scuole per area di specializzazione.
- Scuola di composizione
- Scuola di studi sulla tastiera
- Scuola di archi
- Scuola di studi vocali e opera
- Scuola di fiati, ottoni e percussioni
- Musica popolare

C'è anche una scuola di direzione orchestrale nell'ambito della sua scuola di specializzazione.

## Vita degli studenti

### Students' Union
La Students' Union del RNCM (RNCMSU) è la principale organizzazione gestita dagli studenti. Oltre a rappresentare l'organismo di studio, l'RNCMSU pianifica e organizza programmi sociali e fornisce supporto agli studenti. Il RNCMSU è membro della National Union of Students.

### Student housing
C'è un grande residence studentesco, la Sir Charles Groves Hall, situato vicino al campus. In alternativa, gli studenti possono scegliere di affittare un appartamento presso le Manchester Student Homes, l'unico fornitore di alloggi per studenti universitari a Manchester.

## Ex alunni
- Christopher Ball, compositore
- Alex Banfield, tenore
- Barry Banks, tenore
- Tim Benjamin, compositore
- Sir Harrison Birtwistle, compositore
- Peter Butterfield, direttore d'orchestra e tenore
- Arthur Butterworth, compositore
- Cathal Breslin, pianista
- Jon Christos, cantante
- Chris Craker, clarinettista
- Rita Cullis, soprano
- Sir Peter Maxwell Davies, compositore e Master of the Queen's Music
- Peter Donohoe, pianista
- Philip Duffy, compositore
- Jane Eaglen, soprano
- Catherine Foster, soprano
- Alexander Goehr, compositore
- Anthony Goldstone, pianista
- Jean Hindmarsh, soprano
- Simon Holt, compositore
- Stephen Hough, pianista
- Elgar Howarth, direttore d'orchestra
- Gary Hughes, cantante/cantautore
- Darren Jeffery, basso baritono
- Olga Jegunova, pianista
- Adam Johnson, pianista e direttore d'orchestra
- Sir Peter Jonas, storico della musica
- Howard Jones, cantante/cantautore
- Sir Simon Keenlyside, baritono
- Mary Ann Kennedy, cantante
- Grant Kirkhope, compositore
- Eduard Kunz, pianista
- Alison Lambert, clarinettista
- Jeffrey Lawton tenore, insegnante, membro
- Bernard Longley, Arcivescovo di Birmingham
- Steven Mead, suonatore di eufonio
- Sarah Oates, violinista e direttore associato della Philharmonia orchestra
- John Ogdon, pianista
- Annette Bryn Parri, pianista
- Rosalind Plowright, soprano/mezzosoprano
- Julie Price, fagotto
- Christine Rice, mezzosoprano
- Martin Roscoe, pianista
- Andy Scott, sassofonista
- Ronald Stevenson, compositore e pianista
- Gordon Stewart, organista
- Benedict Taylor violista e compositore
- Ben Thapa, tenore
- Sir John Tomlinson, cantante
- D'Arcy Trinkwon, organista
- Ian Vine, compositore
- Kristofer Wåhlander, direttore d'orchestra
- Simon Willescroft, sassofonista
- Gregg Scott, violinista